# Ajaja

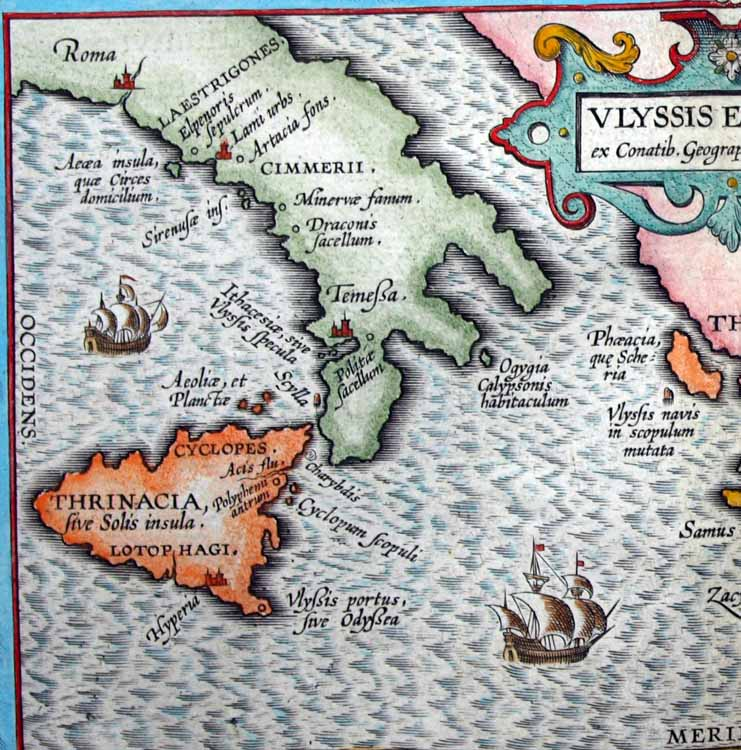
Mapa Półwyspu Apenińskiego, z Ajają umieszczoną na południe od Rzymu (Abraham Ortelius, 1624)

Ajaja (gr. Αιαία w przekładzie Odysei Lucjana Siemieńskiego Eea, z łac. Aeaea) - po grecku płacz; według mitologii greckiej wyspa zamieszkiwana przez Kirke, na której Odyseusz spędził rok podczas swojej tułaczki.
Przez późnorzymskich pisarzy hipotetycznie lokowana na zachodnim brzegu Półwyspu Apenińskiego, około 100 km na południe od Rzymu. Podobne próby podejmowali badacze współcześni. Robert Graves umiejscawiał ją na chorwackiej wyspie Lošinj, a Tim Severin na wyspie Paksos.